# جوهانس كريستنسن
جوهانس كريستنسن (بالدنماركية: Johannes Granholm Christensen)‏ هو عداء مراثوني دنماركي، ولد في 14 فبراير 1889 في فريدريكسبرغ في الدنمارك، وتوفي في 23 أبريل 1957 في هيليرود في الدنمارك.

## وصلات خارجية
- جوهانس كريستنسن على موقع أوليمبيديا (الإنجليزية)